# Aida Badić
Aida Badić, bivša hrvatska gimnastičarka, danas gimnastička trenerica, koreografkinja i međunarodna sutkinja iz Zagreba.
Gimnastikom se počela baviti sa šest godina. Istodobno je pjevala i u zboru Zagrebački mališani, ali se na koncu opredijelila za sportsku gimnastiku. Kao članica gimnastičkog kluba ZTD Hrvatskog sokola od 1992. do 2004. aktivno se bavila sportskom gimnastikom. Trenirala je pod vodstvom trenera Gordana Polana, Ane Sesvečan i Bojana Šinkovca. Od 1995. do 2003. bila je  državna prvakinja u višeboju i pojedinačno po spravama. Karijeru je zbog ozljeda okončala 2004. godine, nakon čega prelazi u plesne vode i usmjerava se na sljedeće stilove: suvremeni ples, balet, jazz dance, horton, hip hop, funk. Kao plesna pedagogica u Plesnom centru Tala vodila je satove akrobatike. Suradnica je i na spotovima poznatih hrvatskih glazbenika, među kojima valja istaknuti Coloniju.
Izvrsne rezultate postizala je i na međunarodnoj sceni: bila je brončana na tlu i 5. u višeboju u New Yorku na turniru SnowFlake 1996., također brončana na Kupu Alpe-Adria u Klagenfurtu 1999. te srebrna u višeboju na kupu Malmedy u Belgiji 2000. Predstavljala je Hrvatsku na Europskom prvenstvu u gimnastici 2000. u Parizu, gdje je u višeboju zauzela 55. mjesto u konkurenciji 114 vježbačica.
Kao trenerica angažirala se u radu matičnog kluba ZTD Hrvatski sokol te GK Samobor, a danas je predsjednica Gimnastičkog kluba Gimko iz Zagreba. Kao vanjska suradnica-predavačica izvodila je kolegije iz metodike i vježbi sportske gimnastike na Kineziološkom fakultetu u Zagrebu.
Od 2014. je godine koordinatorica je za žensku sportsku gimnastiku na razini Hrvatskog gimnastičkog saveza za B i C program, a od 2024. članica Tehničkog odbora za žensku sportsku gimnastiku.

## Vanjske poveznice
- Gimnastički klub Samobor  Arhivirana inačica izvorne stranice od 31. svibnja 2016. (Wayback Machine) Aida Badić, vrhovna sutkinja i trenerica